# North American Airlines
North American Airlines é uma subsidiária de propriedade da Global Aviation Holdings Inc. Totalmente certificada nos Estados Unidos, oferece vôos e serviços de transporte aéreo em todo o mundo. 

## Frota
- Boeing 767-300ER

North American Airlines opera com cinco B767-300ER, alimentado pelo motor GE CF6 com total ETOPS de 180 minutos. 
Os números da cauda são: N760NA, N764NA, N765NA, N767NA e N768NA. Aviões B767-300ER operam em configurações que variam de toda a economia (247 assentos da classe econômica) e 30 de Business Class e 176 assentos da classe econômica. 
- Boeing 757-200

Opera quatro aeronaves B757-200, equipada com o motor Rolls Royce RB211-535E4 com total de 180 minutos ETOPS.
Os números da cauda são: N750NA, N752NA, N754NA e N755NA. 